# 베스트 오브 월드 챔피언십 레슬링
베스트 오브 월드 챔피언십 레슬링(Best of World Championship Wrestling)은 월드 챔피언십 레슬링의 페이퍼뷰이다. 1973년에 시작하여 1997년 폐지되었다. 역사속으로 사라진 최초의 페이퍼뷰이다.